# Hylesia olivenca
Hylesia olivenca är en fjärilsart som beskrevs av William Schaus 1916. Hylesia olivenca ingår i släktet Hylesia och familjen påfågelsspinnare. Inga underarter finns listade i Catalogue of Life.